# Samosprávný socialismus

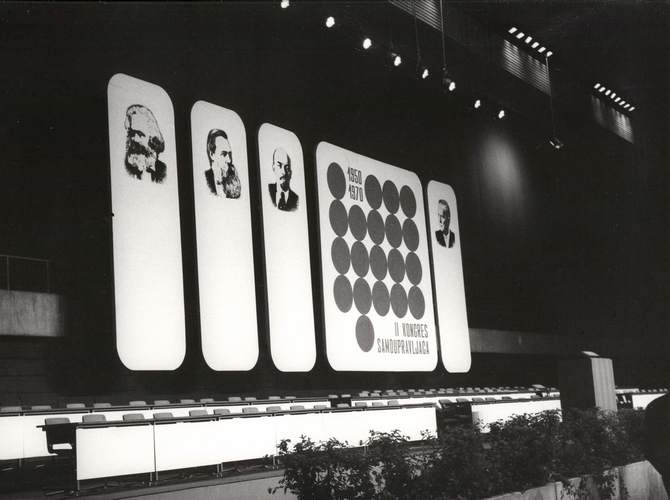
Kongres v Sarajevu v roce 1971

Samosprávný socialismus, (srbochorvatsky Радничко самоуправљање/Radničko samoupravljanje) byl oficiální termín pro ekonomický a politický systém socialistické Jugoslávie.
Uplatněn byl nejprve v ekonomické oblasti, kde byl založen na socialistické myšlence, že "továrny mají patřit dělníkům" a jeho cílem bylo pokročit dál, než tomu bylo v Sovětském svazu; tedy přenést co nejvíce pravomocí z vedení na pracovní kolektivy. Později se rozšířil i do politického prostředí - tentokrát podle vzoru Pařížské komuny, podle které se moc měla přiblížit lidu. Výsledný kurz tak byl odstranit co nejvíce státního aparátu; snést břímě moci z jednoho centra na co nejvíce lokálních orgánů. Do jisté míry je tedy tak v této podobě totožný s rozvojem jugoslávského federalismu.
K teoriím samosprávného socialismu má nejblíže samospráva pracujících. Samosprávný socialismus byl v Jugoslávii vnímán jako dlouhodobý rozvíjející se proces, který byl zahájen zřízením prvních samosprávných podniků v posledních letech roku 1949 a později pokračoval přijetím dalších zákonů, avšak nebyl nikdy dokončen.

## Historický vývoj

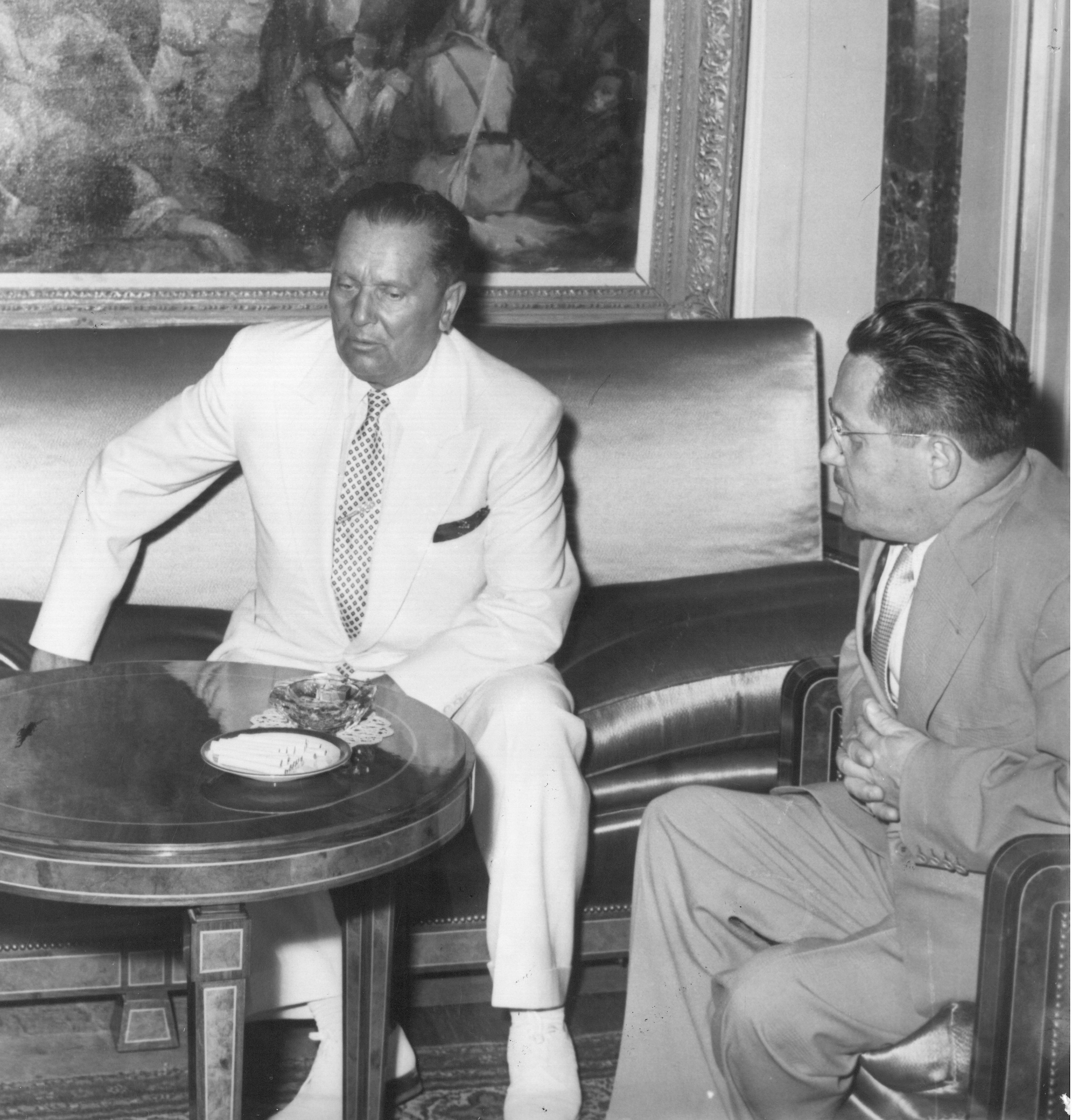
Josip Broz Tito a Edvard Kardelj v roce 1957

Idea samosprávného socialismu se objevila během roztržky Tita se Stalinem a mělo se jednat o první vlaštovku specifické jugoslávské cesty k socialismu. Namísto socialismu administrativního se začalo mluvit o socialismu demokratickém, který se velmi těžko "rodil" během tlaku ze strany Sovětského svazu, přesněji Informbyra.
Hlavním teoretikem samosprávného socialismu byli Edvard Kardelj, slovinský komunista stojící v čele Svazu komunistů Jugoslávie a Boris Kidrič[zdroj?], člen politbyra odpovědný za přípravu prvního pětiletého plánu. Již v květnu 1949 promluvil Kardelj v jugoslávském parlamentu o možnostech využití samosprávy ve fungování státu. Koncem téhož roku se pak konalo plénum ÚV KSJ. Kromě ostré kritiky na adresu procesu kolektivizace (provedené po sovětském vzoru) tam také zaznělo, jak rozvíjet tzv. demokratický socialismus.
V první fázi bylo zřízeno celkem 215 dělnických rad (80 v Srbsku, 67 v Chorvatsku, 39 ve Slovinsku etc.)

## Realizace
V podnicích byly zřízeny tzv. dělnické rady, které měly mít faktickou moc, dohlížely na ně ale vždy komise komunistické strany. Často tak docházelo ke střetům mezi dělníky a straníky v tom, jakou cestou se má podnik dále ubírat. V těchto dělnických radách bylo od 15 do 120 lidí, v menších podnicích existovala jen rada jediná.
Protože byl samosprávný socialismus aplikován až několik let po sepsání první poválečné ústavy, bylo nezbytné základní zákon státu doplnit celou řadou ústavních dodatků. To se změnilo až v roce 1963, kdy byl přijat dokument nový, který již myšlenku samosprávy dělníků považoval za zcela danou a základní věc. Dokonce se změnila i struktura samotného národního shromáždění (skupštiny), takže Dům národů nahradil Dům výrobců.
V roce 1968 byl přijat Zákon o sdružené práci. Na základě něho pak byla zakládány Organizace sdružené práce, který se později transformovaly v Základní organizace sdružené práce. Kolektivy a orgány se tak - v základním duchu myšlenky samosprávného socialismu - neustále postupem let zmenšovaly, což ovšem vedlo k růstu neefektivity a problémům v koordinaci a spolupráci jednotlivých závodů. Stát tak musel řešit otázku nemalého počtu ztrátových firem, které bylo nezbytné buď oživit, či zcela zrušit. To byl úkol mnohých reforem, které se v různých časových intervalech v socialistické Jugoslávii objevovaly, ovšem se střídavým účinkem.

## Reakce

### Domácí
V Jugoslávii se proti tomuto systému hned od počátku postavilo nemalé množství členů komunistické strany (především dobře postavených), které se obávalo ztráty své pozice i moci. V pozdějších letech, jak se země dostávala do hospodářské krize, se začaly objevovat hlasy (na konci 80. let), které ostře napadaly tento ekonomický model jako "nebezpečný experiment", či něco takového podobného.

### Zahraniční
Zatímco Západ víceméně tuto záležitost vnímal jako vnitřní jugoslávskou věc[zdroj?], Východ byl znepokojen. Sovětští komunisté považovali velkou část toho, co Jugoslávci budují za "socialistickou úchylku", v mnohém vynucenou také tím, že se země přeorientovala (po roztržce Tita se Stalinem) ekonomicky částečně také i na západní trhy. Podobný postoj sdílely po nějaký čas také i země východního bloku, včetně Československa.